# Cheng Ming
Cheng Ming (chinesisch 程明, Pinyin Chéng Míng; * 11. Februar 1986 in Jilin) ist eine ehemalige chinesische Bogenschützin.

## Karriere
Cheng Ming gehörte 2012 zum chinesischen Aufgebot bei den Olympischen Spielen in London. Im Einzel erzielte sie in der Platzierungsrunde 651 Punkte und gewann ihre ersten beiden Partien in der Ausscheidungsrunde. Im Achtelfinale unterlag sie Khatuna Lorig mit 3:7. Mit der Mannschaft gelang ihr dagegen nach Siegen über Italien, die Vereinigten Staaten und Russland der Finaleinzug, wo sie gemeinsam mit Fang Yuting und Xu Jing auf Südkorea traf. Die Südkoreanerinnen setzten sich mit 210:209 knapp gegen die Chinesinnen durch und wurden damit zum wiederholten Male Olympiasieger, während Cheng, Fang und Xu die Silbermedaille erhielten. Auch bei Asienspielen sicherte sich Cheng mehrere Silbermedaillen. In Guangzhou wurde sie 2010 sowohl im Einzel als auch mit der Mannschaft Zweite, vier Jahre darauf wiederholte sie diesen Erfolg in Incheon nochmals im Mannschaftswettbewerb.